# Alsmannsdorf
Alsmannsdorf ist ein Ortsteil der Gemeinde Dreitzsch im Saale-Orla-Kreis in Thüringen.

## Geografie
Das Dorf Alsmannsdorf liegt an den Landesstraßen 2364 und 2318 und wird durch öffentliche Verkehrsmittel gut betreut. Die Landesstraße 2364 von Lippersdorf nach Erkmannsdorf verbindet den Ort mit der Bundesstraße 281, die zur Anschlussstelle der Bundesautobahn 9 bei Triptis führt.
Südlich des Ortes befindet sich die Gemarkung in der Orlaaue und geht nördlich allmählich zur Saale-Elster-Buntsandsteinplatte über. Danach folgt Wald. Etwa 9 km ist das Dorf von Triptis entfernt. Dreitzsch liegt zirka 3 km südlicher des Weilers.

## Verkehr
Im Fahrplan 2017/18 ist Alsmannsdorf durch folgende Linien an den ÖPNV angebunden:
- Linie 831: Neustadt (Orla) – Alsmannsdorf – Schmieritz – Lemnitz – Triptis – Wittchenstein
- Linie 832: Neustadt (Orla) – Alsmannsdorf – Karlsdorf – Schönborn – Triptis

Alle Linien werden von der KomBus betrieben.

## Geschichte
Die urkundliche Ersterwähnung erfolgte 1350. Alsmannsdorf entwickelte sich aus dem früheren Rittergut, welches 1844 zum Staatsgut wurde und bis zur Bodenreform existierte. Am 1. Januar 1957 wurde Alsmannsdorf nach Dreitzsch  eingemeindet.